# Первые (фильм, 2018)
«Первые» — российский драматический фильм режиссёра Дмитрия Суворова.
Премьера фильма в России состоялась 7 июня 2018 года.

## Сюжет
Фильм рассказывает об отношениях и подвиге супругов Василия и Татьяны Прончищевых — полярных исследователей Арктики в составе Ленско-Енисейского отряда Великой Северной экспедиции.

## В ролях
- Наиль Абдрахманов — Василий Прончищев
- Алина Ланина — Татьяна Фёдоровна Прончищева
- Евгений Ткачук — Семён Челюскин
- Василий Борисов — Егоров, гардемарин
- Валерий Баринов — Витус Беринг
- Данила Якушев — боцман
- Егор Тимцуник
- Сергей Рост — Фарварсон
- Дмитрий Никулин
- Сергей Терещенко
- Александр Дьяченко — Пётр I
- Валентина Бортовик — Екатерина I
- Тамара Обутова

## Съёмочная группа
- Продюсеры: Юрий Обухов, Алексей Рязанцев
- Режиссёр-постановщик: Дмитрий Суворов
- Автор сценария по мотивам пьесы Владимира Фёдорова "Созвездие Марии" Анастасия Истомина при участии Сергея Муратова и Василия Бледнова
- Оператор-постановщик: Григорий Рудаков при участии Сергея Кулишенко
- Композитор: Алексей Шелыгин
- Художники: Сергей Жакулин, Сергей Австриевских и Михаил Егоров
- Монтаж: Мария Сергеенкова
- Вторые режиссёры: Пётр Пряхин, Максим Антипов
- Редактор: Виктор Смоктий

## Создание
- Фильм основан на пьесе «Созвездие Марии»[2], которая была поставлена в Якутске по одноимённому произведению Владимира Фёдорова[3].
- Специально для картины на петрозаводской верфи «Варяг»[4] была построена копия дубель-шлюпки «Якуцкъ», парусно-гребного судна, входившего в отряд Великой Северной экспедиции, 20 метров в длину и 5 — в ширину, около 20 тонн водоизмещения[3].
- Съёмки фильма прошли в Санкт-Петербурге, Москве, Якутске, Петрозаводске, Сортавала и на острове Риеккалансаари.

## Производство
Над фильмом работали кинокомпании «Каро-Продакшн», «Саха фильм», «Ленфильм» и «Каро прокат». Сценарий был отобран экспертной комиссией и получил грант Минкультуры РФ. Финансированием занимались Русское географическое общество и Якутия. Поддержал важный проект глава республики Саха Егор Борисов.